# Comme les nuages, comme le vent...
Comme les nuages, comme le vent... (雲のように 風のように, Kumo no yōni, kaze no yōni) est un film d'animation japonais de Hisayuki Toriumi, sorti en 1990.

## Synopsis
Au temps d'une Chine impériale imaginaire, une jeune fille téméraire, Ginga, se lance dans le projet insensé de devenir l'épouse du nouvel empereur récemment monté sur le trône à la mort de son père et encore célibataire. Comme Ginga est une provinciale issue du peuple, cela ne va pas être facile et de nombreux obstacles vont se dresser sur son parcours. Elle devra déjouer les pièges dressés par les intrigants de la cour, les autres prétendantes et l'impératrice douairière qui sera sa plus redoutable adversaire.

## Fiche technique
- Titre : Comme les nuages, comme le vent...
- Titre original : 雲のように 風のように (Kumo no yōni, kaze no yōni?)
- Réalisateur : Hisayuki Toriumi
- Scénario : Akira Miyazaki, adapté d'un roman de Ken'ichi Sakemi
- Musique : Haruhiko Maruya
- Directeur d'animation : Katsuya Kondō
- Producteur : Tōru Horikoshi, Minoru Ono
- Décors : Yuji Ikeda
- Personnages : Katsuya Kondō
- Date : 21 mars 1990
- Genre : Shōjo historique et fantastique

## Distribution
- Ryoko Sano : Ginga
- Atsuko Takahata : Tamyūn
- Ikuko Tani : la Reine mère Kotu
- Yōko Asagami : Ino
- Nobuaki Fukuda : Heishō
- Yō Inoue : Kōyō
- Kōichi Kitamura : Mano
- Akiji Kobayashi : Konton
- Yūji Iwahara : Kikkyō
- Mento Tamura : Kakūto
- Tadashi Nakamura : narrateur